# ひそやかな音楽
『ひそやかな音楽』（Música Callada）は、フェデリコ・モンポウ作曲のピアノ曲集。モンポウ後期の代表的作品。4巻、全28の小曲からなる。モンポウの最高傑作と見なす人も多い。原題を直訳すると「沈黙の音楽」だが、「ひそやかな音楽」の方が定着しつつあるようである。

## 概要
モンポウは、この曲が演奏されたり出版されることを前提として作曲を進めたわけではない。全曲演奏しても1時間程度だが、作曲年代は広範囲（1959〜1967年）にわたっている。初期のピアノ作品や『歌と踊り』などとはまったく曲想が異なり、ほとんどの曲が瞑想的で、意図的な単純さが追求されている。また、しばしば複調や無調的な箇所が見られ、モンポウの曲の中では最も前衛的語法に近づいた曲集である。
哲学者ジャンケレヴィチはエリック・サティの影響を指摘するが、これは実証的ではないし、かなり疑わしい。モンポウがサティから影響を受けたのはパリ時代の一時期であって、かつ、間もなく批判的な立場に変わっているからである。

## 題名の由来
題名はスペインの神秘思想家十字架の聖ヨハネ（San Juan de la Cruz）の詩『霊の賛歌』（Cántico espiritual）の中にある一節「音のない音楽、叫ぶ孤独」（la música callada, la soledad sonora）からとられている。十字架の聖ヨハネはこれを、「自然の感覚と能力に関する限り、その音楽には響きがない。しかし、孤独は精神の持つ能力を通して大きく響く」と説明する。一方、当曲集第1巻序文にフランス語で書かれているモンポウ自身の言葉によれば、「música callada」の真の意味をスペイン語以外で表現したり説明しようとするのは難しいという。

## 曲の構成

### 第1巻
1959年出版。9曲からなる。約20分。
- 第1曲 Angelico（天使のように）
ピアノ小曲集『風景』の1曲目「噴水と鐘」（1942年）とよく似たフレーズが現れる。
- 第2曲 Lent（ゆっくりと）
元はポール・ヴァレリーの“Le Pas”への前奏曲として作曲された。
- 第3曲 Placide（穏やかに）
スペインのラジオ放送局で用いられたテーマ曲で、スペインではよく知られている曲。
- 第4曲 Afflitto e penoso（悲しく、苦痛に）
- 第5曲 （指示なし）
モンポウが作り出した、いわゆる「金属和音」が用いられている。元はポール・ヴァレリーの詩への前奏曲として作曲された。
- 第6曲 Lento（ゆっくりと）
- 第7曲 Lento（ゆっくりと）
- 第8曲 Semplice（単純に）
元はポール・ヴァレリーの詩“L'Indifferent”への前奏曲として作曲された。
- 第9曲 Lento（ゆっくりと）

### 第2巻
1962年初演。7曲からなる。約14分。
- 第10曲 Lento―cantabile（ゆっくりと―歌うように）
- 第11曲 Allegretto（やや速く）
- 第12曲 Lento（ゆっくりと）
- 第13曲 Tranquillo―très calme（静かに―とても穏やかに）
- 第14曲 Severo―sérieux（厳しく―深刻に）
- 第15曲 Lento―plaintif（ゆっくりと―悲しげに）
- 第16曲 Calme（穏やかに）

### 第3巻
1965年初演。4巻の中で最も曲数が少なく、5曲からなる。約14分。
- 第17曲 Lento（ゆっくりと）
- 第18曲 Luminoso（明るく）
- 第19曲 Tranquillo（静かに）
- 第20曲 Calme（穏やかに）
- 第21曲 Lento（ゆっくりと）

### 第4巻
1972年、スペインのカダケ国際音楽祭においてアリシア・デ・ラローチャによって初演された。7曲からなる。約21分。ラローチャに献呈された（被献呈者があるのはこの曲集のみ）。
- 第22曲 Molto lento e tranquillo（とてもゆっくりと、そして静かに）
- 第23曲 Calme avec clarté（明るく静かに）
- 第24曲 Moderato（穏やかに）
- 第25曲 （指示なし）
出だしの音型に調性がないため十二音技法の曲だと言われることがあるが、セリーに基づく十二音技法を用いない無調の曲である。
- 第26曲 Lento（ゆっくりと）
- 第27曲 Lento molto（非常にゆっくりと）
- 第28曲 Lento（ゆっくりと）

## 出版
楽譜はパリのサラベール社から出版されている。

## 録音
モンポウ自演による全巻の録音がある（Ensayoレーベル。後にBriliant Classicsレーベルより再発された）。1974年録音。音質はそれほどよくない。日本人による演奏としては、熊本マリや高橋悠治による録音がある。